# In Another Story
『In Another Story』（イン・アナザー・ストーリー）は、アメリカ合衆国ワシントンD.C.出身の歌手、ダイアナ・ガーネットとLuminの楽曲。
ダイアナのメジャー14枚目のオリジナルシングル（11枚目のデジタルシングル、9枚目のコラボシングル）、Luminの4枚目のオリジナルシングル（9枚目のデジタルシングル）。
2025年1月2日に発売。発売元はAutodidactic Studios。

## 概要
前作「Revolution」から5日間でのリリースで、ダイアナ・ガーネットの11枚目アニメタイアップシングル。pftqが作曲編曲、WaterflameとLappyも編曲プロデューサー、ダイアナとコラボ歌詞、作曲及びボーカルアレンジも参加、Autodidactic Studiosが制作協力した。

### タイアップ
- タイトル曲の「In Another Story」は、miHoYo崩壊：スターレイルAUネットアニメ『Millennium Idol: In Another Life』主題歌（制作：Dillongoo Studios[5]）主題歌。
- 2025年1月1日、タイトル曲の「In Another Story」は、崩壊：スターレイル同人特別番組「HoYoFair 2025『崩壊：スターレイル』同人特別番組「タイド・アンド・シーク」」（YouTube）に含め放送されたネットアニメ『Millennium Idol: In Another Life』のにてティーザー版が放送された。[6]
- 2025年1月2日、発売にあたり、ミュージックビデオは「YouTube」にDillongoo Studiosのチャンネルにて特番が放送された。[7]
- 2025年8月18日、「Lumin Version」リリックビデオは「YouTube」にLuminのチャンネルにて特番が放送される。[8]

## 収録曲
1. In Another Story [4:08]
  - 作詞：ダイアナ・ガーネット、作曲：ダイアナ・ガーネット／pftq (Autodidactic Studios)、編曲：pftq (Autodidactic Studios)／Waterflame (Autodidactic Studios)／Lappy
  - miHoYo崩壊：スターレイルAUネットアニメ『Millennium Idol: In Another Life』主題歌。[7]
2. In Another Story (Instrumental Version) [4:08]

## 参加アーティスト
- ダイアナ・ガーネット - 作詞・全作曲、ボーカルアレンジ、ボーカル
- pftq (Autodidactic Studios) - 全作曲・全編曲、プロデュース、ミックス、マステリング
- Waterflame (Autodidactic Studios) - 全編曲、プロデュース、ミックス、マステリング
- Lappy - 全編曲
- Jon Babb (Bosa) - ギター
- Kazu - ミックス